# جيمس ويرينغ
جيمس ويرينغ (بالإنجليزية: James Waring)‏ هو راقص ومخرج أمريكي، ولد في 1 نوفمبر 1922 في ألاميدا في الولايات المتحدة، وتوفي في 2 ديسمبر 1975 في نيويورك في الولايات المتحدة.